# Legislatura 2009–2010 (Republica Moldova)
Parlamentul Republicii Moldova de legislatura a VII-a a activat în perioada august 2010-noiembrie 2010.

## Fracțiuni parlamentare
Partidul Comuniștilor din Republica Moldova (48 de mandate)
Partidul Liberal Democrat din Moldova (18 mandate)
Partidul Liberal (15 mandate)
Partidul Democrat din Moldova (13 mandate)
Alianța „Moldova Noastră” (7 mandate)

## Lista deputaților

### Lista inițială
Aceasta este lista deputaților aleși la 29 iulie 2009 în Parlamentul Republicii Moldova.
| Nr. | Nume                 | Domiciliu                        | Anul nașterii | Apartenența politică | Profesie / ocupație |
| --- | -------------------- | -------------------------------- | ------------- | -------------------- | --- |
| 1   | Vladimir Voronin     | mun. Chișinău                    | 1941          | PCRM                 | inginer-economist, politolog, jurist, Președintele Republicii Moldova în exercițiu, Președintele Parlamentului Republicii Moldova, Președintele PCRM |
| 2   | Zinaida Greceanîi    | mun. Chișinău                    | 1956          | -                    | economist, Prim-ministrul Republicii Moldova |
| 3   | Vladimir Filat       | mun. Chișinău                    | 1969          | PLDM                 | licențiat în drept, deputat, Parlamentul Republicii Moldova                                                                                          |
| 4   | Vladimir Țurcan      | mun. Chișinău                    | 1954          | -                    | jurist, prim-vicepreședintele Parlamentului Republicii Moldova                                                                                       |
| 5   | Dorin Chirtoacă      | mun. Chișinău                    | 1978          | PL                   | jurist, primar general al municipiului Chișinău |
| 6   | Marian Lupu          | mun. Chișinău                    | 1966          | PDM                  | economist, dr. în economie, deputat, Parlamentul Republicii Moldova                                                                                  |
| 7   | Victor Mîndru        | mun. Chișinău                    | 1959          | PCRM                 | inginer-tehnolog, magistru în relații internaționale, deputat, Parlamentul Republicii Moldova                                                        |
| 8   | Marc Tkaciuk         | mun. Chișinău                    | 1966          | PCRM                 | istoric, dr. în istorie, deputat, Parlamentul Republicii Moldova                                                                                     |
| 9   | Alexandru Tănase     | mun. Chișinău                    | 1971          | PLDM                 | licențiat în drept, deputat, Parlamentul Republicii Moldova                                                                                          |
| 10  | Igor Dodon           | mun. Chișinău                    | 1975          | -                    | economist, dr. în științe economice, prim-viceprim-ministru, ministru, Ministerul Economiei și Comerțului al Republicii Moldova                      |
| 11  | Serafim Urechean     | mun. Chișinău                    | 1950          | AMN                  | inginer constructor, politolog, academician, dr. hab. în economie, deputat, Parlamentul Republicii Moldova                                           |
| 12  | Mihai Ghimpu         | mun. Chișinău                    | 1951          | PL                   | jurist, deputat, Parlamentul Republicii Moldova |
| 13  | Vladimir Vitiuc      | mun. Bălți                       | 1972          | PCRM                 | economist, politolog, deputat, Parlamentul Republicii Moldova                                                                                        |
| 14  | Valeriu Lazăr        | mun. Chișinău                    | 1968          | PDM                  | inginer-mecanic, director, Casa de Investiții “BIS-capital” SRL, mun. Chișinău                                                                       |
| 15  | Victor Stepaniuc     | mun. Chișinău                    | 1958          | PCRM                 | pedagog, jurist, dr. în istorie, viceprim-ministru al Republicii Moldova                                                                             |
| 16  | Mihai Godea          | mun. Chișinău                    | 1974          | PLDM                 | pedagog, deputat, Parlamentul Republicii Moldova |
| 17  | Eugenia Ostapciuc    | mun. Chișinău                    | 1947          | PCRM                 | inginer-tehnolog, deputat, Parlamentul Republicii Moldova                                                                                            |
| 18  | Anatolie Șalaru      | mun. Chișinău                    | 1962          | PL                   | medic, deputat, Parlamentul Republicii Moldova |
| 19  | Vladimir Eremciuc    | or. Ocnița                       | 1951          | PCRM                 | medic, deputat, Parlamentul Republicii Moldova |
| 20  | Igor Corman          | mun. Chișinău                    | 1969          | PDM                  | istoric, dr. în istorie, diplomat |
| 21  | Liliana Palihovici   | mun. Chișinău                    | 1971          | PLDM                 | pedagog, deputat, Parlamentul Republicii Moldova |
| 22  | Maria Postoico       | mun. Chișinău                    | 1950          | PCRM                 | jurist, deputat, Parlamentul Republicii Moldova, președinte, Fracțiunea parlamentară a PCRM                                                          |
| 23  | Ivan Calin           | mun. Chișinău                    | 1935          | PCRM                 | agronom, dr. în economie, politolog, diplomat, deputat, Parlamentul Republicii Moldova                                                               |
| 24  | Veaceslav Untilă     | mun. Chișinău                    | 1956          | AMN                  | inginer-mecanic, jurist, dr. în drept, conferențiar, deputat, Parlamentul Republicii Moldova                                                         |
| 25  | Corina Fusu          | mun. Chișinău                    | 1959          | PL                   | licențiat în biologie și chimie, deputat, Parlamentul Republicii Moldova                                                                             |
| 26  | Galina Balmoș        | or. Strășeni                     | 1961          | PCRM                 | pedagog, jurist, ministru, Ministerul Protecției Sociale, Familiei și Copilului al Republicii Moldova                                                |
| 27  | Vitalie Nagacevschi  | mun. Chișinău                    | 1965          | PLDM                 | jurist, deputat, Parlamentul Republicii Moldova |
| 28  | Valentin Guznac      | mun. Chișinău                    | 1961          | PCRM                 | inginer-mecanic, jurist |
| 29  | Andrei Popov         | mun. Chișinău                    | 1973          | PDM                  | jurnalist, diplomat, director executiv, Asociația pentru politică externă (APE), mun. Chișinău                                                       |
| 30  | Anatolie Popușoi     | mun. Chișinău                    | 1949          | -                    | agronom, deputat, Parlamentul Republicii Moldova |
| 31  | Vadim Cojocaru       | mun. Chișinău                    | 1961          | PL                   | economist, dr. în economie, deputat, Parlamentul Republicii Moldova                                                                                  |
| 32  | Dmitrii Todoroglo    | mun. Chișinău                    | 1944          | PCRM                 | agronom, deputat, Parlamentul Republicii Moldova |
| 33  | Iurie Țap            | or. Florești                     | 1955          | PLDM                 | pedagog, primarul orașului Florești |
| 34  | Grigore Petrenco     | mun. Chișinău                    | 1980          | PCRM                 | economist, vicepreședintele Parlamentului Republicii Moldova                                                                                         |
| 35  | Aurel Băieșu         | mun. Chișinău                    | 1964          | PDM                  | jurist, dr. în drept, conferențiar universitar, Universitatea de Stat din Moldova, mun. Chișinău                                                     |
| 36  | Vasilii Șova         | mun. Chișinău                    | 1959          | PCRM                 | jurist, ministru, Ministerul Reintegrării al Republicii Moldova                                                                                      |
| 37  | Ion Pleșca           | mun. Chișinău                    | 1957          | AMN                  | jurist, deputat, Parlamentul Republicii Moldova |
| 38  | Anatolie Arhire      | or. Ungheni                      | 1956          | PL                   | inginer, vicepreședintele orașului Ungheni |
| 39  | Călin Vieru          | mun. Chișinău                    | 1965          | PLDM                 | medic neurolog, jurist, deputat, Parlamentul Republicii Moldova                                                                                      |
| 40  | Svetlana Rusu        | or. Florești                     | 1972          | -                    | medic, deputat, Parlamentul Republicii Moldova |
| 41  | Iurie Muntean        | mun. Chișinău                    | 1972          | -                    | economist, magistru în administrarea afacerilor, deputat, Parlamentul Republicii Moldova                                                             |
| 42  | Igor Vremea          | com. Mereșeni, r-nul Hîncești    | 1973          | -                    | jurist, dr. în drept, deputat, Parlamentul Republicii Moldova                                                                                        |
| 43  | Dumitru Diacov       | mun. Chișinău                    | 1952          | PDM                  | jurnalist, președintele PDM |
| 44  | Gheorghe Brega       | mun. Chișinău                    | 1951          | PL                   | medic, deputat, Parlamentul Republicii Moldova |
| 45  | Ion Balan            | com. Lingura, r-nul Cantemir     | 1962          | PLDM                 | agronom, deputat, Parlamentul Republicii Moldova |
| 46  | Veronica Abramciuc   | mun. Chișinău                    | 1958          | -                    | istoric, deputat, Parlamentul Republicii Moldova, președinte, Mișcarea Patriotică din Moldova “Solidaritatea femeilor”                               |
| 47  | Aliona Babiuc        | or. Briceni                      | 1969          | PCRM                 | pedagog, deputat, Parlamentul Republicii Moldova |
| 48  | Elena Bodnarenco     | or. Soroca                       | 1965          | PCRM                 | economist, deputat, Parlamentul Republicii Moldova                                                                                                   |
| 49  | Vladimir Hotineanu   | mun. Chișinău                    | 1950          | PLDM                 | medic chirurg, dr. hab., deputat, Parlamentul Republicii Moldova                                                                                     |
| 50  | Leonid Bujor         | mun. Chișinău                    | 1955          | AMN                  | istoric, deputat, Parlamentul Republicii Moldova |
| 51  | Vadim Vacarciuc      | mun. Bălți                       | 1972          | PL                   | pedagog, antrenor, deputat, Parlamentul Republicii Moldova                                                                                           |
| 52  | Oleg Serebrian       | mun. Chișinău                    | 1969          | PDM                  | istoric, politolog, dr. în științe politice, director adjunct, AO “Institutul de Studii Europene din Moldova”, mun. Chișinău                         |
| 53  | Vadim Mișin          | mun. Chișinău                    | 1945          | PCRM                 | jurist, dr. în drept, deputat, Parlamentul Republicii Moldova                                                                                        |
| 54  | Alla Mironic         | mun. Chișinău                    | 1941          | PCRM                 | pedagog, dr. în științe pedagogice, deputat, Parlamentul Republicii Moldova, președinte, Organizația Veteranilor din Republica Moldova               |
| 55  | Iurie Leancă         | or. Ialoveni                     | 1963          | PLDM                 | licențiat în relații internaționale, deputat, Parlamentul Republicii Moldova                                                                         |
| 56  | Vasile Iovv          | mun. Chișinău                    | 1942          | PCRM                 | inginer-tehnolog, economist, dr. în economie, deputat, Parlamentul Republicii Moldova                                                                |
| 57  | Oleg Bodrug          | mun. Chișinău                    | 1965          | PL                   | fizician, editor, deputat, Parlamentul Republicii Moldova                                                                                            |
| 58  | Svetlana Popa        | mun. Chișinău                    | 1964          | PCRM                 | matematician-cibernetic, președintele Fracțiunii PCRM în Consiliul municipal Chișinău                                                                |
| 59  | Alexandr Stoianoglo  | mun. Chișinău                    | 1967          | PDM                  | jurist, avocat, Biroul individual de avocați “A. Stoianoglo”, mun. Chișinău                                                                          |
| 60  | Violeta Ivanov       | mun. Chișinău                    | 1967          | PCRM                 | ingineria mediului, ministru, Ministerul Ecologiei și Resurselor Naturale al Republicii Moldova                                                      |
| 61  | Valeriu Ghilețchi    | mun. Chișinău                    | 1960          | -                    | radioinginer, licențiat în teologie, deputat, Parlamentul Republicii Moldova                                                                         |
| 62  | Raisa Spinovschi     | com. Cocieri r-nul Dubăsari      | 1972          | PCRM                 | economist-contabil, deputat, Parlamentul Republicii Moldova                                                                                          |
| 63  | Vasile Balan         | mun. Chișinău                    | 1950          | AMN                  | filolog, deputat, Parlamentul Republicii Moldova |
| 64  | Ana Guțu             | mun. Chișinău                    | 1962          | PL                   | filolog, dr. în filologie, deputat în Parlamentul Republicii Moldova                                                                                 |
| 65  | Anatolie Zagorodnîi  | or. Hîncești                     | 1973          | PCRM                 | jurist, magistru în drept economic, deputat, Parlamentul Republicii Moldova                                                                          |
| 66  | Anton Miron          | mun. Chișinău                    | 1941          | PCRM                 | agronom, politolog, deputat, Parlamentul Republicii Moldova                                                                                          |
| 67  | Marcel Răducan       | mun. Chișinău                    | 1967          | PDM                  | inginer, dr. în științe tehnice, conferențiar universitar                                                                                            |
| 68  | Mihail Șleahtițchi   | mun. Bălți                       | 1956          | PLDM                 | pedagog, dr. hab., deputat, Parlamentul Republicii Moldova                                                                                           |
| 69  | Irina Vlah           | mun. Comrat, UTA Găgăuzia        | 1974          | PCRM                 | jurist, dr. în drept, deputat, Parlamentul Republicii Moldova                                                                                        |
| 70  | Ion Hadârcă          | mun. Chișinău                    | 1949          | PL                   | filolog, scriitor, deputat, Parlamentul Republicii Moldova                                                                                           |
| 71  | Oleg Reidman         | mun. Chișinău                    | 1952          | PCRM                 | specialist în radiofizică și electronică, deputat, Parlamentul Republicii Moldova                                                                    |
| 72  | Oxana Radu           | or. Ungheni                      | 1976          | PCRM                 | jurist, consultant superior, Direcția teritorială control administrativ Ungheni                                                                      |
| 73  | Angel Agache         | mun. Chișinău                    | 1976          | PLDM                 | licențiat în economie și drept, magistru în management politic, deputat, Parlamentul Republicii Moldova                                              |
| 74  | Valeriu Guma         | mun. Chișinău                    | 1964          | PDM                  | inginer-economist |
| 75  | Zinaida Chistruga    | mun. Chișinău                    | 1954          | PCRM                 | pedagog, director general, Camera de Licențiere a Republicii Moldova                                                                                 |
| 76  | Iurie Colesnic       | mun. Chișinău                    | 1955          | AMN                  | inginer-mecanic, scriitor, dr. honoris causa, deputat, Parlamentul Republicii Moldova                                                                |
| 77  | Valeriu Nemerenco    | mun. Chișinău                    | 1959          | PL                   | jurist, dr. în drept, pretor, Pretura sectorului Buiucani, mun. Chișinău                                                                             |
| 78  | Ludmila Belcencova   | mun. Chișinău                    | 1972          | -                    | istoric, deputat, Parlamentul Republicii Moldova |
| 79  | Alexandru Cimbriciuc | or. Soroca                       | 1968          | PLDM                 | jurist, deputat, Parlamentul Republicii Moldova |
| 80  | Ghenadie Morcov      | or. Drochia                      | 1965          | PCRM                 | medic, deputat, Parlamentul Republicii Moldova |
| 81  | Oxana Domenti        | mun. Chișinău                    | 1972          | -                    | economist, dr. în economie, deputat, Parlamentul Republicii Moldova                                                                                  |
| 82  | Anatolie Ghilaș      | or. Codru, mun. Chișinău         | 1957          | PDM                  | inginer constructor, membru, Curtea de Conturi a Republicii Moldova                                                                                  |
| 83  | Ion Lupu             | com. Vărzărești, r-nul Nisporeni | 1963          | PL                   | inginer-silvicultor, deputat, Parlamentul Republicii Moldova                                                                                         |
| 84  | Inna Șupac           | mun. Chișinău                    | 1984          | PCRM                 | antropolog, magistru în antropologie, deputat, Parlamentul Republicii Moldova, I secretar al Uniunii Tineretului Comunist din RM                     |
| 85  | Simion Furdui        | mun. Chișinău                    | 1963          | PLDM                 | specialist în teoria și practica administrației publice, deputat, Parlamentul Republicii Moldova                                                     |
| 86  | Iurie Stoicov        | or. Călărași                     | 1955          | PCRM                 | inginer-mecanic, politolog, deputat, Parlamentul Republicii Moldova,                                                                                 |
| 87  | Ștefan Grigoriev     | or. Căușeni                      | 1949          | PCRM                 | fizician, specialist în optică și spectroscopie, deputat, Parlamentul Republicii Moldova                                                             |
| 88  | Veaceslav Platon     | mun. Chișinău                    | 1973          | AMN                  | jurist, deputat, Parlamentul Republicii Moldova |
| 89  | Mihail Moldovanu     | mun. Chișinău                    | 1965          | PL                   | medic, dr. în medicină, deputat, Parlamentul Republicii Moldova                                                                                      |
| 90  | Valentina Buliga     | mun. Chișinău                    | 1961          | PDM                  | farmacist, magistru în drept |
| 91  | Eduard Mușuc         | mun. Chișinău                    | 1975          | -                    | relații economice internaționale, director, ICS “Zalmoxis Grup” SRL, mun. Chișinău                                                                   |
| 92  | Veaceslav Ioniță     | mun. Chișinău                    | 1973          | -                    | economist, finanțe, administrare publică, conferențiar universitar, Academia de Studii Economice din Moldova, mun. Chișinău                          |
| 93  | Petru Porcescu       | or. Strășeni                     | 1953          | PCRM                 | inginer cadastral, deputat, Parlamentul Republicii Moldova                                                                                           |
| 94  | Tatiana Botnariuc    | or. Dondușeni                    | 1967          | PCRM                 | pedagog, director, Casa Teritorială de Asigurări Sociale Dondușeni                                                                                   |
| 95  | Boris Vieru          | mun. Chișinău                    | 1957          | PL                   | filolog |
| 96  | Valeriu Streleț      | mun. Chișinău                    | 1970          | PLDM                 | jurist, istoric, director, SRL “Bioprotect”, mun. Chișinău                                                                                           |
| 97  | Oleg Babenco         | mun. Chișinău                    | 1968          | PCRM                 | istoric, dr. în științe istorice, filozof, profesor, deputat, Parlamentul Republicii Moldova, președintele Comunității Slavone din Republica Moldova |
| 98  | Stella Jantuan       | mun. Chișinău                    | 1966          | PDM                  | istoric, sociolog, șef, Direcția informațional-analitică, Aparatul Parlamentului Republicii Moldova                                                  |
| 99  | Natalia Vîsotina     | mun. Chișinău                    | 1970          | PCRM                 | pedagog, deputat, Parlamentul Republicii Moldova |
| 100 | Oleg Garizan         | s. Copceac, UTA Găgăuzia         | 1971          | -                    | istoric, deputat, Parlamentul Republicii Moldova |
| 101 | Ion Butmalai         | or. Cahul                        | 1964          | PLDM                 | jurist |